# Цукерова Балка
Цу́керова Ба́лка — хутор в Кущёвском районе Краснодарского края.
Входит в состав Красносельского сельского поселения.

## География
Расположен в северной части Приазово-Кубанской равнины.

## Население
| 2002 | 2010 |
| ---- | ---- |
| 630  | ↘567 |

### Улицы
- пер. Больничный,
- ул. Заречная,
- ул. Молодёжная,
- ул. Советская,
- ул. Центральная.

## История
Цукерова Балка находится на территории Кущёвского района на границе Краснодарского края и Ростовской области.  Пятьдесят лет назад здесь открыли краевую психиатрическую больницу, до этого в здании располагался монастырь в честь Николая Угодника.
Инициатором строительства стала семья Веры Авксентьевны Филь и её сыновей. Инициативу одобрили и началось строительство, указ о котором вышел 28 января 1908 года (покровителем и отцом был архиепископ Владимир Донской), а также возведение церкви и школы.
Итак в пустынный и отдалённый край, где стояла хата, построенная из самана и крытая черепицей, прибыли новые обитатели из Пятигорска, чтобы начать возведение обители. Строил монастырь преподобный Сергий. При скудности средств: вместо свечей зажигали лучины. Молебен проводили в убогой хатёнке. Чтобы было, где зимовать, к хате пристроили кельи. Жизнь велась строго по уставу. Убогий молитвенный дом посещали хуторяне Дона и Кубани, желающие помолится. В дар монастырской церкви прихожане принесли иконостас, утварь. В феврале 1911 года церковь освятили в честь иконы Божьей матери. Вскоре здесь появилась церковно-приходская школа.
90 лет назад в Цукеровой Балке в конце апреля совершилась закладка соборного храма Николая Чудотворца. В степной глуши появился монастырь окруженный кельями, гостиницей, школой, баней, трапезной и сараями.

## Известные люди
В хуторе родился Сергей Литвинов — советский метатель молота, олимпийский чемпион 1988 года.

## Население
| 2002 | 2010 |
| ---- | ---- |
| 630  | ↘567 |